# Sollicitudo omnium ecclesiarum (Alexander VII.)
Mit der Apostolischen Konstitution Sollicitudo omnium Ecclesiarum vom 8. Dezember 1661 eröffnet Papst Alexander VII. erneut die Diskussion über die „Unbefleckte Empfängnis“ Marias, der Mutter Jesu.

## Wahrung des Glaubens
Als Anlass für diese Apostolische Konstitution führte Papst Alexander VII. an, dass er beabsichtige, Schaden von der kirchlichen  Glaubenslehre abzuwenden. Er verwies auf die Beratungen des  Konzils von Trient und führte ebenfalls die festgelegten Glaubenssätze über die Befreiung der Erbsünde an. Er verwies auf die Disziplin zur Erhaltung der Doktrin und der Glaubenslehre, die für alle  Katholiken Gültigkeit habe.

## Gegen falsche Schriften
In seinen weiteren Ausführungen verbot der Papst die Unterrichtung gegensätzlicher Meinungen und Behauptungen sowie die Veröffentlichung von Lehrschriften und Büchern, die sich gegen den Glaubenssatz der  Kirche richten würden. Er erinnerte daran, dass bereits seine Vorgänger Sixtus IV., Paul V. und Gregor XV. dieses Verbot ausgesprochen hätten. Er, Alexander VII., beabsichtigte nun, diese Doktrin zu bekräftigen und belegte die Aussage zur „Unbefleckten Empfängnis“ mit weiteren theologischen Auslegungen.

## Diskussionsverbot und Strafandrohung
Mit großem Nachdruck erklärte Papst Alexander VII. die Ungültigkeit aller bisher gegenteiligen Erklärungen, Schriften und Lehren, selbst die bloße Diskussion über diese Doktrin bezeichnete er als eine Form des Ungehorsams. Seinen „Mitbrüdern im Amt“ gab er die Anweisung, jene Personen mit drastischen Strafen zu belegen, die dieses Verbot nicht einhalten würden.